# Рух Опору у Франції
Рух Опору у Франції або Французький (внутрішній) опір (фр. Résistance intérieure française) — рух опору, організована протидія проти окупації Франції нацистською Німеччиною в період Другої світової війни (1940—1944 роки).
Французький рух Опору включав у себе:
- антинацистську бойову діяльність партизан (макі́ , фр. Maquis) на території Франції, диверсії проти німецьких військових, саботаж;
- розповсюдження антинімецької інформації та пропаганди;
- приховування від представників окупаційної влади діячів Руху, вояків союзницьких держав, інших категорій переслідуваних: євреїв і комуністів;
- діяльність поза межами Франції з налагодження контактів і укріплення союзу з антигітлерівською коаліцією і національною владою в колоніях — організація «Франція, що бореться» генерала де Голля значною мірою координувала і підпільну діяльність всередині країни.

Політичні рухи і спілки, що входили до складу Французького Опору, не були однорідними, вони об'єднували людей найрізноманітніших, в т.ч. і радикальних, поглядів. Головним об'єднавчим мотивом для усіх учасників Руху Опору — від правих і консервативних католицьких спілок і до комуністів і анархістів — була незалежна Франція, вільна від фашистських окупантів. 

Прапор французького опору — прапор Франції із лотаринзьким хрестом

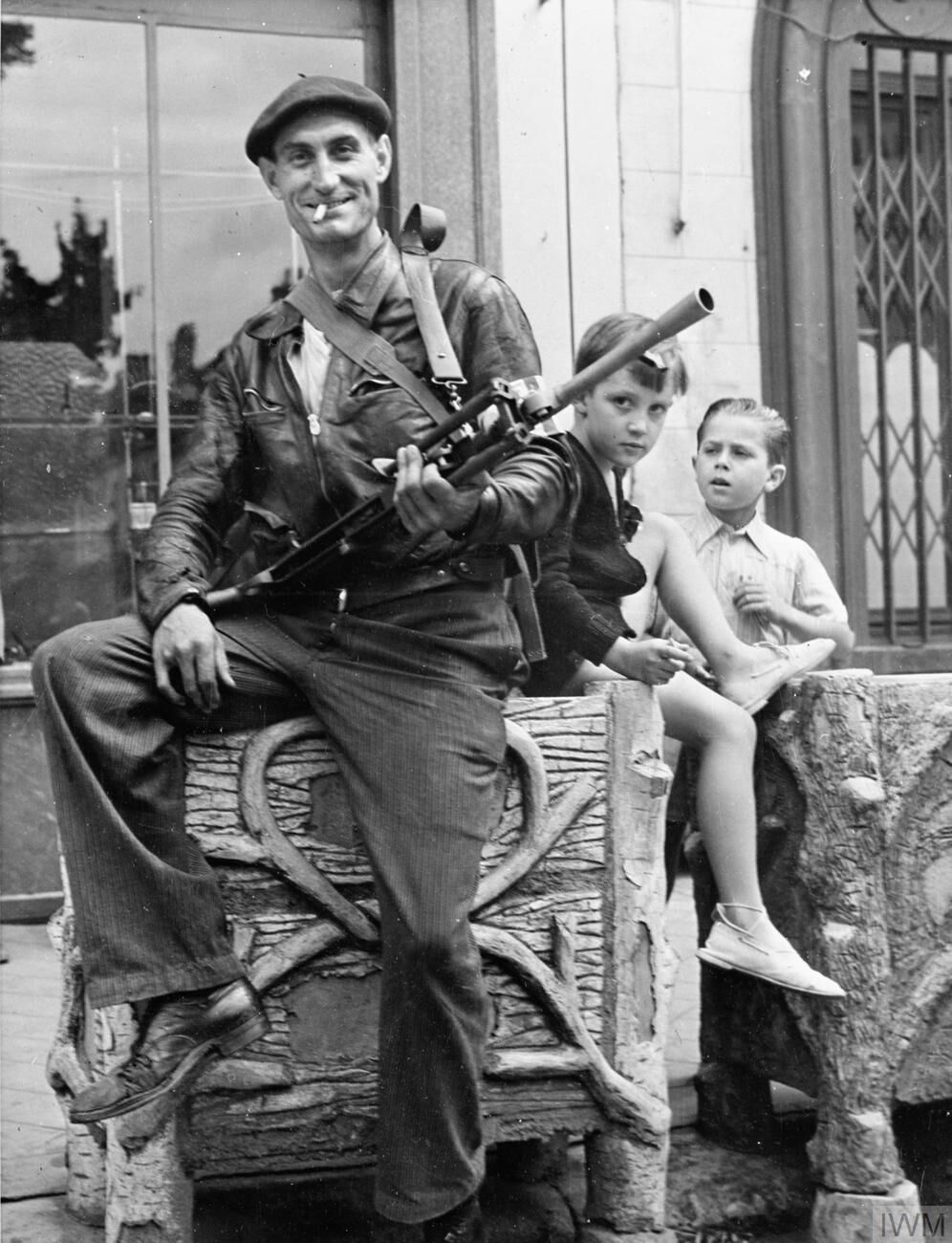
Волонтер макі, 1944

У діяльності Французького Руху Опору взяло участь чимало іноземців, як осілих у Франції емігрантів, в т.ч. російських, так і спеціальних загонів закордонних партизанів (зокрема, величезну роль у русі відіграли іспанські партизани). Французький Рух Опору підтримувало британське Управління спеціальних операцій (англ. Special Operations Executive), що надсилало до Франції своїх агентів.
Також значну роль в русі зіграли іспанські партизани (анархісти, комуністи, ліві республіканці, баскські націоналісти), що евакуювалися з переможеної Республіки і мали військовий досвід.

## Іспанські партизани
У департаменті Ларьеж 14-й іспанський партизанський корпус зіграв головну роль у вигнанні німців. У червні 1944 року корпус атакував німецькі конвої і визволив декілька сіл, після чого узяв штурмом Фуа, німецький штаб в цьому районі. Сильний німецький загін зробив контратаку, але потрапив в засідку. Незважаючи на свою чисельну перевагу, німці були накриті кулеметним вогнем, і 1200 німецьких солдатів здалися в полон.
Відоме зіткнення сталося, коли німці відходили з Марселя через область Гард. Загін з 32 іспанців і 4 французів атакував німецьку колону 22 серпня 1944 року в місті Ла Мадлен.
Іспанські бійці Опору убили в Парижі генерала фон Шаумберга, паризького коменданта і генерала фон Ріттера, який відповідав за примусовий набір робітників на німецькі заводи.
Більш ніж чотири тисячі іспанців взяли участь в макистському повстанні в Парижі 21 серпня 1944 року. Незабаром їх підтримали регулярні армійські загони з нормандського плацдарму

## Єврейська бойова організація
У рядах опору билися також французькі євреї, що створили організацію фр. Organisation Juive de Combat. Серед них були немало емігрантів з Росії. У партизанській південній зоні під ім'ям «Режин» воювала і загинула в 1944 році Сарра Кнут (уродженна Аріадна Скрябіна) дружина єврейського поета і учасника опору, Давида Кнута. Посмертно вона нагороджена військовим хрестом і медаллю опору, пам'ятник Саррі Кнут встановлений у Тулузі.

## Деякі патріотичні організації опору

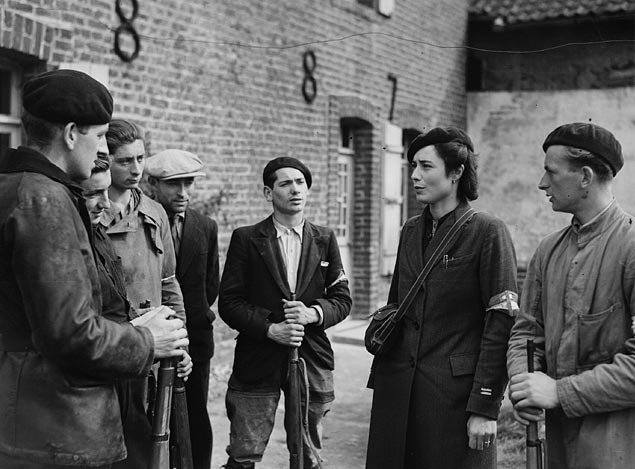
Французькі партизани макі́

- Щорс (загін)
- Об'єднаний Рух Опору
- Ліберасьон-сюд
- Комба
- Фран-тірер

## Відомі діячі
- Шарль Марлі
- Жан Мулен
- Жан Абат Пьер
- Марія (Скобцова)
- Едмон Дебомарше